# Zalaszegvár
Zalaszegvár là một thị trấn thuộc hạt Veszprém, Hungary. Thị trấn này có diện tích 6,84 km², dân số năm 2010 là 157 người, mật độ 23 người/km².